# 루니 마라
퍼트리샤 루니 마라(영어: Patricia Rooney Mara, 1985년 4월 17일 ~ )는 미국의 배우이다. 2005년부터 연기 생활을 시작하였으며, 1984년의 공포 영화를 리메이크한 《나이트메어》와 《소셜 네트워크》를 통해서 스타덤에 올랐다. 그녀는 이후에 스티그 라르손의 《밀레니엄 시리즈》를 원작으로한 미국에서 만든 《밀레니엄: 여자를 증오한 남자들》에서 주연 역할인 리스베트 살란데르를 연기하였다. 그 영화에서 보여준 그녀의 연기로 비평가들의 찬사를 받았고 아카데미 여우주연상과 골든 글러브상 여우주연상 - 드라마 부문 후보에 오르기도 하였다. 그녀는 스릴러 영화 《사이드 이펙트》, 독립 드라마 영화인 《에인트 뎀 바디스 세인츠》와 찬사를 받은 SF 로맨스 영화 《그녀》에도 출연하였다.
마라는 또한 자선 사업으로도 알려져있는데 아프리카에서 가장 큰 슬럼 지역중 한 곳인 케냐 나이로비에 키베라의 아이들과 사람들에게 지원을 하는 자선 단체인 Uweza Foundation의 감독을 맡고 있기도 하다.
더불어 마라는 그녀의 언니인 케이트 마라와 함께 비건 패션 브랜드 hiraeth collective를 설립했다. 마라의 현 동거자인 호아킨 피닉스와 루니 마라는 둘 모두가 비건이며 동물권 운동과 환경 운동을 펼치고 있다.

## 어린 시절
마라는 뉴욕 주의 웨스트체스터 군에 있는 베드퍼드에서 태어나고 자랐다. 마라의 외가는 피츠버그 스틸러스를 창단하였고 친가쪽에서는 뉴욕 자이언츠를 창단했다. 그녀의 아버지인 티모시 크리스토퍼 마라(Timothy Christopher Mara)는 뉴욕 자이언츠의 선수 평가(player evaluation) 부서의 부회장이며, 그녀의 어머니 케이틀린 맥널리(Kathleen McNulty) 파트 타이머인 부동산 업자이다. 그녀는 오빠인 대니얼(Daniel), 또한 배우를 하고 있는 언니인 케이트, 그리고 남동생 코너(Conor)가 있다.
마라의 아버지는 아일랜드, 독일, 프랑스계 캐나다 인 혈통이며, 어머니는 아일랜드와 이탈리아계 혈통이다. 그녀의 친가쪽인 루니 가문은 다운 주의 뉴리(Newry)에서 기원을 하였다. 그녀의 친할아버지인 웰링턴 마라는 오랜 기간 자이언츠의 구단주였고 그녀의 삼촌인 존 마라에게 그 자리를 승계해준다. 그녀의 외할아버지인 티머시 제임스 "팀" 루니(Timothy James "Tim" Rooney)는 1972년 이래로 뉴욕주, 용커스에서 Yonkers Raceway라는 스탠다드브레드 마차경주 대회를 운영하였다. 마라는 뉴욕 자이언츠 창단자인 팀 마라와 피츠버그 스틸러스의 창단자 아트 루니의 증손녀이기도 하다. 그녀의 종조부인 댄 루니는 스틸러스의 회장이자 전 미국 아일랜드 대사이며, 자선단체 The Ireland Funds의 공동 설립자이다. 플로리다 하원의원인 톰 루니는 마라의 사촌이며, 한때 제명되기도 하였다.
2003년에 폭스 레인 고등학교를 졸업한 후, 그녀는 남미에 있는 에콰도르, 페루, 볼리비아로 가, 4달 동안 열린 교육 환경이 있는 여행학교를 다녔다. 그녀는 조지 워싱턴 대학교에 진학하여 1년간을 다녔고 이후에 뉴욕 대학교의 갤러틴 스쿨로 옮겨, 그곳에서 심리학과 국제 사회 정책학, 비영리단체들을 공부하였으며, 2010년에 졸업을 했다.
마라는 그녀의 어머니와 함께 보았던 《바람과 함께 사라지다》(1939년), 《레베카》(1940년)《베이비 길들이기》(1938년) 같은 뮤지컬과 고전 영화에서 연기에 대한 영향을 받었다. 그녀는 또한 배우였던 그녀의 언니 케이트 마라처럼 되고 싶어했다. 퍼트리샤는 아역 시절 해왔던 연기를 버텨냈고, 《The Journal News》라는 신문에서 "그때는 나에게 영광스러운 것 같지 않았고, 내가 잘해내지 못할 것이라고 항상 두려워 했던 것같다."라고 기고했다. 그녀의 첫 번째이자 유일한 고등학교에서 맡았던 역은 그녀의 친구가 오디션에 서명을 한후에 얻게 된 《로미오와 줄리엣》의 줄리엣이다. 마라는 뉴욕대학교를 다니던 시절에 약간의 학생 영화에서도 연기를 했었고, 그것이 그녀의 첫 연기 경력의 시작이였으며, 19살의 나이에 첫 오디션을 보았다.

## 연기 경력

### 2005–09

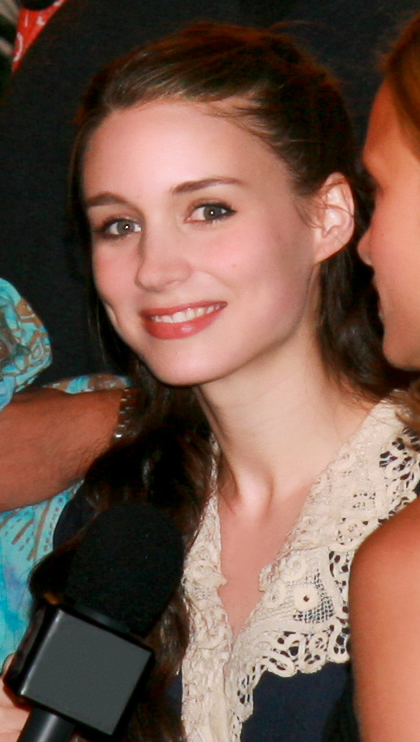
토론토 국제 영화제에서의 마라.

마라는 그녀의 언니가 출연한 2005년에 만들어진 공포 비디오 영화 《캠퍼스 레전드 3》에서 엑스트라로서 첫 출연을 하였다. 그녀는 TV 프로그램에서 활동을 하였고, 드라마 《성범죄수사대: SVU》의 2006년의 에피소드에서 과체중으로 따돌림을 받는 소녀 역으로서 프로 데뷔를 하였다. 그녀는 2007년 법률 드라마 《우먼스 머더 클럽》에서 게스트 스타로 출연하였고 2008년에는 《클리너》에서 마약 중독자 역을 연기하였다. 마라는 2008년에 《드림 보이》 라는 그녀의 첫 데뷔 영화에 출연을 하였고 2009년에는 NBC의 《ER》의 에피소드 두 편에서 메건(Megan)이라는 역으로 특별 출연하였다.
성인식을 다루는 영화인 《태너 홀》에서, 마라는 결혼한 이웃(톰 에버렛 스콧)에 사랑이 빠지는 페르난다 역을 맡으며 첫 주연을 맡았다. 그 영화는 타티아나 폰 퓌어스텐베르크와 프란체스카 그레고리니의 감독으로서의 첫 데뷔작이며, 2009년 토론토 국제 영화제에서 첫 시연을 하였고 2011년 9월에 제한적으로 상영되었다. 마라는 그녀의 이름인 퍼트리샤를 떨어트리고 중간 이름이 프로로서 더 많이 알려지게 되었다. 마라는 《페이퍼》지에서 "저는 제 이름(퍼트리샤)을 안좋아해요." "저는 트리샤라고 느껴본 적이 절대 없어요. 그리고 루니가 더 기억에 남잖아요."라고 말했다. 그녀의 아버지와 남동생 또한 그들의 중간 이름으로 불린다.
2009년에 개봉한 미겔 아르테타의 코미디 드라마 영화인 《이유있는 반항》에서 대학교를 가기 전 50명의 남자와 잠을 자려하는 태거티 역을 연기하였다. 마라는 주연에 오디션을 봤지만, 포샤 더블데이가 그 역할을 차지하게 되면서 비중이 작은 역을 제안 받게 되었다.
마라는 2009년에 개봉한 독립 영화 《데어》에서 코트니 역과 《위닝 시즌》에서 《꼴찌 야구단》과 유사한 이야기를 지닌 중년의 신발 판매원(케빈 브레즈나한)과 사랑에 빠지는 고등학교 농구 선수인 웬디 역을 연기하였다. 두 영화 모드 2009년 선댄스 영화제에서 상영되었고 마라는 《필름메이커》가 선정한 "올해의 독립 영화의 새로운 얼굴 25인"에 포함되었다.
마라는 1984년에 개봉한 공포 영화 《나이트메어》의 《리메이크》작에서 프레디 크루거(재키 얼 헤일리)에게 고통받는 고등학생인 주인공 낸시 홀브록 역으로 출연하였다. 마라는 감독을 맡은 새뮤얼 베이어와 함께 2009년 5월 5일 시카고에서 촬영에 들어갔다. 마라가 《필름메이커》에 그녀가 맡은 낸시에 대한 느낌을 말하길, "원작과는 완전히 다르고", "세상에서 가장 외로운 소녀"라고 하였다. 마라는 영화의 속편이 제작될 경우 그녀의 역할을 계속 맡는 계약을 맺었다. 그녀는 《보그》에서, 그녀는 많은 영화를 촬영하는 걸 안 좋아하며, 그것이 그녀가 여배우가 되고 싶은지 아닌지 의문을 갖게 만들게 했다고 밝혔다. 마라는 2010년 9월에 햄턴 국제 영화제에 참석하여 Breakthrough Performers Program에서 샤론 스톤의 지도를 받기도 하였다.

### 2010년-2016년: 진전과 비평적 성공

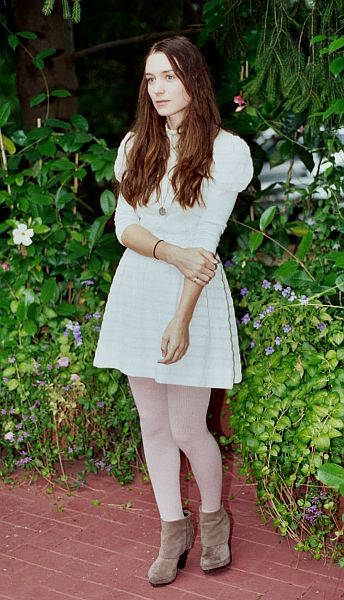
2009년 햄턴 국제 영화제에서의 마라

데이비드 핀처의 전기 드라마 영화 《소셜 네트워크》에서, 그녀는 SNS 웹사이트 페이스북의 설립자인 마크 저커버그와 헤어진 여자 친구 에리카 올브라이트(Erica Albright) 역을 연기했다.
2010년 8월, 마라는 스티그 라르손의 《밀레니엄 시리즈》트릴로지를 원작으로 하는 영화의 주연으로 캐스팅되었다. 그녀는 연쇄 살인 사건을 해결하려 노력하는 저널리스트 미카엘 블롬크비스트 (대니얼 크레이그)를 돕는 상처 받은 펑크 컴퓨터 해커 리스베트 살란데르 역을 연기했다. 마라는 두달 반동안 오디션과 스크린 테스트 후에 다른 여배우들을 재치고 이 배역을 얻었다. 데이비드 핀처는 스콧 루딘과 함께 《여자를 증오한 남자들》을 원작으로 하는 첫 번째 영화를 제작하였다. 그 이외의 책들인 《불을 가지고 노는 소녀》, 《벌집을 발로 찬 소녀》는 박스 오피스 성적에 따라 채택될 예정이다. 핀처는 처음에 그녀를 그 역할로 촬영할 생각이 없었으나, 그녀가 오디션을 치른 후 생각을 바꾸었다고 하였다. 그는 컬럼비아 픽처스의 경영진들에게 그녀를 그 배역에 캐스팅을 한것을 납득시켰다.
《밀레니엄: 여자를 증오한 남자들》은 2010년 9월 스웨덴에서 촬영을 시작하였다. 마라는 이 영화를 리메이크가 아닌, 소설의 새로운 해석이라고 보았다. "저는 제 배역에 저만의 해석을 줄 예정이에요"라고 《버라이어티》에서 밝혔다. 마라의 긴 갈색 머리를 1970년대의 펑크 패션과 1980년대의 고딕 패션 스타일을 연상케 하는 단발로 잘랐고 검은색으로 염색했다. 그녀는 또한 배역을 위해 네 차례에 걸쳐 그녀의 양쪽 귀와 이마, 오른쪽 젖꼭지에 피어싱을 하였다. 그녀의 코와 입술에 한 피어싱은 가짜이다. 그녀는 후속작에 피어싱을 다시 할 필요없이, 오른쪽에 한 피어싱을 그대로 두었다. 마라의 눈썹들은 탈색을 한 것이며, 그녀의 용문신은 일시적인 문신이다. 그녀는 이 배역을 위해서 스케이트보드와 킥복싱을 시작하였고, 억양과 컴퓨터 트레이닝을 익혔다. 그녀는 또한 소설의 배경이 된 스톡홀름을 방문하기도 하였다. 영화는 2011년 12월 20일에 개봉하였다. 마라는 비평가들의 찬사를 받았고 아카데미 여우주연상과 골든 글러브상 여우주연상 - 드라마 부문 후보에 오르기도 하였다. 2012년 1월 24일에 마라는 아카데미상의 여우주연상 후보에 올랐다.
2011년 후반기, 테런스 맬릭의 무명의 최신 작품에 라이언 고슬링, 크리스천 베일, 내털리 포트먼, 케이트 블란쳇, 발 킬머와 함께 마라가 캐스팅 되었음이 알려졌다. 뮤지컬 드라마로 분류된 그 영화는 2015년에 개봉되기로 계획 잡혀 있으며, 영화의 플롯 라인은 이제까지 대부분 베일에 쌓여있었다. 공식적인 로그라인은 2012년 2월에 FilmNation에 의해 공개되었으며, 그 맬릭의 영화의 이야기에 대해서 "흥미로운 두 삼각 관계" 그리고 "성적 강박과 텍사스 오스틴에 음악 신(music scene)에 대한 배신"이라고 묘사하였다.
2012년 2월, 마라는 스케줄 문제와 제시카 채스테인으로 대체됨으로 인해서, 캐스린 비글로의 액션 영화 《제로 다크 서티》에 하차하였다. 마라는 스파이크 존즈의 영화 《그녀》(2013년)에서 캐리 멀리건을 대체하였다. 《버라이어티》는 멀리건이 스케줄 문제로 하차하였고, 마라가 빈자리를 채워 호아킨 피닉스, 에이미 애덤스, 스칼릿 조핸슨과 함께 하기로 되었다고 알렸다.
마라는 스티븐 소더버그의 범죄 스릴러 영화 《사이드 이펙트》에 주드 로, 채닝 테이텀, 캐서린 지타존스, 비네사 쇼와 함께 출연하였다. 그녀는 주연 "그녀의 남편의 분노에 대한 근심을 덜기 위해 예방전에 의지하는 여성" 에밀리 테일러 역을 연기하였다.
그녀는 케이시 애플렉과 벤 포스터와 함께, 현대 버전의 보니와 클라이드 이야기를 다룬 데이비드 로어리의 2013년 독립 영화 《에인트 뎀 바디스 세인츠》에 출연하였다. 영화는 2013년 1월에 서던스 국제 영화제에서 시연하였고 IFC Films가 영화에 대한 권리를 구입했다. 2013년 5월, 그녀는 켈빈 클라인의 신제품 향수 Down Town의 모델이 되었다.
2014년에 그녀는 남자친구인 찰리 맥도웰의 영화 《더 원 아이 러브》에서 의상 디자이너로 일했으며, 브리 대니얼(Bree Daniel)이라는 이름으로 크레딧에 올랐다.
2015년 마라는 조 라이트가 감독을 한 《팬》에서 타이거 릴리 역을 연기하였으며 해당 배역으로 많은 비판을 받았다. 그녀와 라이트는 북미 원주민이자 "붉은색 피부"를 가졌다고 본래 쓰여진 타이거 릴리 역을 "화이트워싱"을 했다는 의욕을 샀다. 그들의 일을 표현하길, 북미 원주민 운동가들은 #NotYourTigerlily (타이거 릴리가 아니다) 라는 해쉬 테그를 만들며 마라의 캐스팅을 항의하였고 수 천명의 북미 원주민들은 그 영화에서 원주민 여성 연기에 대해 그들의 관심을 표현하는 밈을 공유하는 "트위터스톰"에 참여하였다.

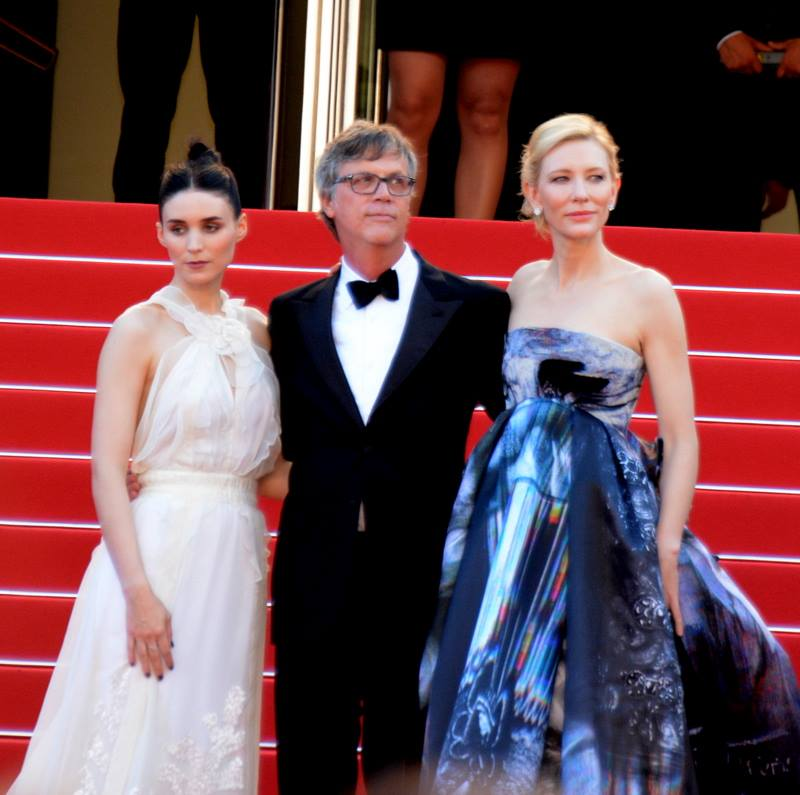
2015년 칸 영화제에서 영화 《캐롤》을 홍보중인 루니 마라, 토드 헤인스, 케이트 블란쳇.

2015년 칸 영화제에서 그녀는 영화 《캐롤》에서 그녀의 배역으로 여우주연상에 올랐다. 그녀는 또한 같은 영화의 같은 배역으로 아카데미상, 골든 글로브상, 영국 아카데미 영화상, 미국 배우 조합상 후보에 오르기도 했다.
2016년 마라는 스톱 모션 영화 《쿠보와 전설의 악기》에서 고모 역 성우를 맡았다. 그녀는 2016년 9월 2일 텔류라이드 영화제에서 월드 프리미어를 가졌고 베네딕트 앤드루스가 감독을 맡은 《블랙버드》에서 벤 멘덜슨의 상대역으로 출연했다. 마라는 구글 어스를 사용하여 가족을 찾는 입양자의 내용을 담은 《라이언》에서 데브 파텔과 니콜 키드먼의 상대역으로 출연했고 짐 쉐리단이 감독을 맡은 《로즈》에도 출연했다.

### 2017년-현재: 영화 활동 지속
2017년에 마라는 찰리 맥도웰이 감독을 맡은 《더 디스커버리》와 데이비드 로어리가 감독을 맡은 《어 고스트 스토리》에서 케이시 애플렉의 상대역으로 출연했다. 두 작품은 2017년 1월 선댄스 영화제에서 세계 최초 상영을 했다. 마라는 그후 2017년 3월 17일에 개봉될 테런스 맬릭이 감독을 맡은 《송 투 송》에 라이언 고슬링, 나탈리 포트먼, 케이트 블란쳇, 발 킬머와 함께 출연하였다. 같은 해 마라는 가스 데이비스가 감독틀 맡은 《메리 막달렌》에 출연할 예정이고 호아킨 피닉스 역시도 출연 예정이다.
마라는 《아네트》에 애덤 드라이버의 상대역, 거스 밴샌트가 감독을 맡은 《돈 워리, 히 원 겟 파 온 풋》에 호아킨 피닉스와 조나 힐의 상대역, 브레이디 코벳이 감독을 맡은 《복스 룩스》에 참여했다.

## 자선 사업

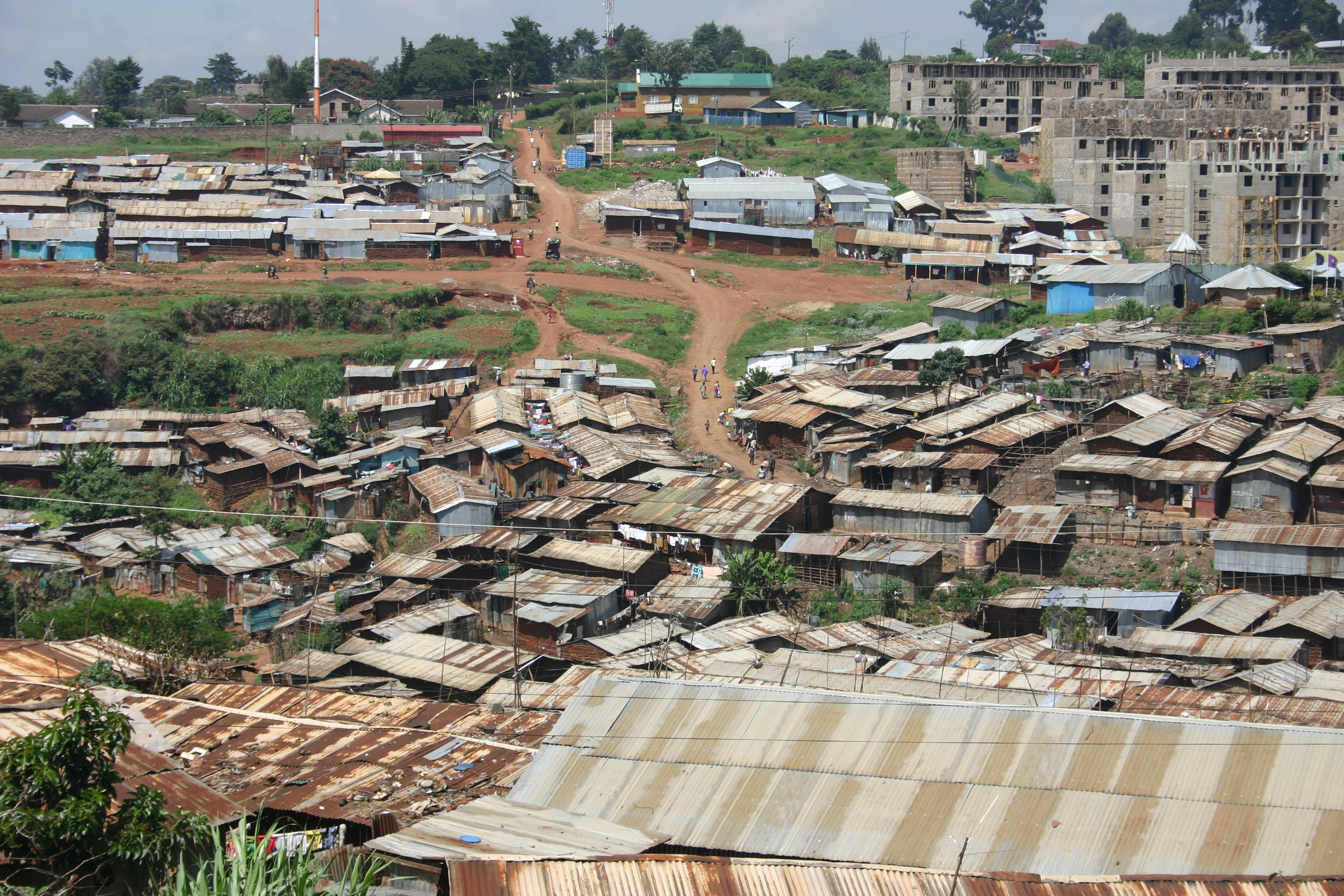
아프리카에서 가장 큰 슬럼 지역중 한 곳인 키베라

마라는 케냐, 나이로비에 있는 키베라에 있는 고아들에게 주택, 식량, 의료품들을 나눠주는 자선 단체인 Faces of Kibera를 설립하였다. 이 단체의 목표는 키베라에 구입한 6 에이커(약 7345평)땅에 고아원을 짓는 것이였다. 단체는 스틸러스와 자이언츠의 소장품들을 경매에 내놓았고, 덤으로 이베이를 통한 트레이닝 캠프 이벤트를 통하여 돈을 모았다. 그녀는 2006년에 봉사자로서 이 지역을 방문했고 에이즈와 HIV 관련 질병으로 부모들을 잃은 많은 고아들을 도와 감동시켰다. 그녀는 이 자선 사업을 늘어나고 있는 비영리단체들을 단순하게 사업의 기회로 여기는것에 대한 불만으로서 시작하게 되었다. "도움을 필요로 하는 이들은 도움을 받지 못하고 있어요. 그래서 제가 스스로 시작하였죠."라고 2009년에 잡지사 《인터뷰》에서 말하였다. 마라가 자선 사업을 시작할때는 배우로서의 전문적인 일을 아직 시작하지 않했었고, 후에 그녀의 자선 사업과 배우로서의 경력 사이에 균형에 대한 문제에 직면하게 되었다. "전 두가지를 모두 하고 싶어요. 그냥 연기만 할 수는 없다고요."라고 《저널 뉴스》에서 밝혔다. 2011년 1월에 Faces of Kibera는 키베라에서 축구 리그와 방과후 교육등 지역을 기반으로한 임파워먼트 프로그램을 운영하던 Uweza Foundation과 합병하였다. Uweza는 스와힐리어로 기회, 능력, 기회를 의미한다. 마라는 단체의 이사회의 회장을 맡고 있다.

## 사생활
마라는 2007년 초에 로스앤젤레스로 이사하였고 잠시간 언니와 함께 살았다. 비록 그들이 더 이상 함께 살지는 않지만, 마라는 그 경험을 통해 언니와의 사이가 더 가까워졌음을 느꼈다고 했으며, 그들은 여전히 정기적으로 만나 영화와 대본을 가지고 논의를 한다. 2012년 1월, 로스앤젤레스 인근의 로스펠리즈로 이사를 갔다. 그녀는 그녀에게 배우로서 영감을 준 배우 중에 한사람으로서, 《영향 아래 있는 여자》(1974) 《오프닝 나이트》(1977)에서 특히 뛰어난 연기를 보인 제나 롤런즈를 꼽았다. 그녀는 비건이다.
2010년부터 2016년 말까지 그녀는 미국의 영화 감독 찰리 맥도웰과 연인 관계였다.
2016년 말부터 그녀는 배우 호아킨 피닉스와 연인 관계이다. 그들은 현재 할리우드힐스에서 거주하고 있다.

### NFL과 연관성
마라의 어머니쪽 가문은 피츠버그 스틸러스를 세웠고, 아버지쪽 가문은 뉴욕 자이언츠를 세웠다. 가족 구성원들은 창단 이래로 두 팀의 최소한의 소유권을 유지하고 있다. 마라의 아버지와 삼촌은 자이언츠에서 고위 인사이며, 특히 그녀의 삼촌 존 마라는 팀의 회장이자 CEO이다. 마라는 미식축구를 "우리 가족들 모두를 지탱 해주는 접착제"라고 표현하였다.

## 출연 작품
| 연도   | 제목                           | 배역               | 참고                              |
| ------ | ------------------------------ | ------------------ | --------------------------------- |
| 2005년 | 캠퍼스 레전드 3                | 학생 #1            | 비디오                            |
| 2008년 | 드림 보이                      | 이블린             | 트리샤 마라(Tricia Mara)로서 출연 |
| 2009년 | 데어                           | 코트니             |                                   |
| 2009년 | 위닝 시즌                      | 웬디               |                                   |
| 2009년 | 프렌즈 위드 베네핏             | 타라               |                                   |
| 2009년 | 이유있는 반항                  | 태거티             |                                   |
| 2009년 | 태너 홀                        | 페르난다           |                                   |
| 2010년 | 나이트메어                     | 낸시 홀브록        |                                   |
| 2010년 | 소셜 네트워크                  | 에리카 올브라이트  |                                   |
| 2011년 | 밀레니엄: 여자를 증오한 남자들 | 리스베트 살란데르  |                                   |
| 2013년 | 에인트 뎀 바디스 세인츠        | 루스 거스리        |                                   |
| 2013년 | 사이드 이펙트                  | 에밀리 테일러      |                                   |
| 2013년 | 그녀                           | 캐서린             |                                   |
| 2014년 | 트래쉬                         | 올리비아           |                                   |
| 2015년 | 캐롤                           | 테레즈 벨리벳      |                                   |
| 2015년 | 팬                             | 타이거 릴리        |                                   |
| 2016년 | 쿠보와 전설의 악기             | 쌍둥이 자매        |                                   |
| 2016년 | 블랙버드                       | 우나               |                                   |
| 2016년 | 라이언                         | 루시               |                                   |
| 2016년 | 로즈                           | 젊은 로잔느 맥널티 |                                   |
| 2017년 | 디스커버리                     | 아일라             |                                   |
| 2017년 | 고스트 스토리                  | M                  |                                   |
| 2017년 | 송 투 송                       | 페이               |                                   |
| 2018년 | 돈 워리                        | Annu               |                                   |
| 2018년 | 막달라 마리아: 부활의 증인     | 마리아 막달레나    |                                   |
| 2021년 | 나이트메어 앨리                | 몰리 카힐          |                                   |
| 미정   | 위민 토킹                      |                    |                                   |

| 연도   | 제목              | 역할          | 참고                                        |
| ------ | ----------------- | ------------- | ------------------------------------------- |
| 2006년 | 성범죄수사대: SVU | 제시카 딜레이 | 에피소드: "Fat"                             |
| 2007년 | 우먼스 머더 클럽  | 알렉시스 셔먼 | 에피소드: "Blind Dates and Bleeding Hearts" |
| 2008년 | 클리너            | 리베카 스미스 | 에피소드: "Rebecca"                         |
| 2009년 | ER                | 메건          | 에피소드 두 편                              |

## 수상과 후보 지목
| 연도   | 작품                           | 시상식 | 결과 |
| ------ | ------------------------------ | --- | ---- |
| 2009년 | 태너 홀                        | 햄튼 국제 영화제-떠오르는 스타상                                                                          | 수상 |
| 2010년 | 태너 홀                        | 젠 아트 영화제- Stargazer상                                                                               | 수상 |
| 2010년 | 소셜 네트워크                  | 헐리우드 국제 영화제-올해의 앙상블상                                                                      | 수상 |
| 2010년 | 소셜 네트워크                  | 팜스프링스 국제 영화제-앙상블 연기상                                                                      | 수상 |
| 2010년 | 소셜 네트워크                  | 방송 영화 비평가 협회상-최고의 캐스팅상                                                                   | 후보 |
| 2010년 | 소셜 네트워크                  | 워싱턴 D.C. 영화 비평가 협회상-최우수 앙상블상                                                            | 후보 |
| 2011년 | 밀레니엄: 여자를 증오한 남자들 | Alliance of Women Film Journalists – Kick Ass Award For Best Female Action Star (시얼샤 로넌과 공동 수상) | 수상 |
| 2011년 | 밀레니엄: 여자를 증오한 남자들 | 인터넷 영화 비평가 협회-여우주연상                                                                        | 수상 |
| 2011년 | 밀레니엄: 여자를 증오한 남자들 | 전미 비평가 위원회-발전상 (펄리시티 존스와 공동 수상)                                                     | 수상 |
| 2011년 | 밀레니엄: 여자를 증오한 남자들 | 네바다 영화 비평가 협회-발전상 (엘리자베스 올슨과 공동 수상)                                              | 수상 |
| 2011년 | 밀레니엄: 여자를 증오한 남자들 | 세인트루이스 게이트웨이 영화 비평가 협회상- 여우주연상                                                    | 수상 |
| 2011년 | 밀레니엄: 여자를 증오한 남자들 | 샌타바버라 국제 영화제-Virtuoso 상                                                                        | 수상 |
| 2011년 | 밀레니엄: 여자를 증오한 남자들 | 유타 영화 비평가 협회상-여우주연상                                                                        | 후보 |
| 2011년 | 밀레니엄: 여자를 증오한 남자들 | 아카데미 여우주연상                                                                                       | 후보 |
| 2011년 | 밀레니엄: 여자를 증오한 남자들 | Alliance of Women Film Journalists Award for Best Breakthrough Performance                                | 후보 |
| 2011년 | 밀레니엄: 여자를 증오한 남자들 | 덴버 영화 비평가 협회-여우주연상                                                                          | 후보 |
| 2011년 | 밀레니엄: 여자를 증오한 남자들 | 덴버 영화 비평가 협회-신인상                                                                              | 후보 |
| 2011년 | 밀레니엄: 여자를 증오한 남자들 | 엠파이어 여우주연상                                                                                       | 후보 |
| 2011년 | 밀레니엄: 여자를 증오한 남자들 | 조지아 영화 비평가 협회-여우주연상                                                                        | 후보 |
| 2011년 | 밀레니엄: 여자를 증오한 남자들 | 골든 글러브상 여우주연상 - 드라마 부문                                                                    | 후보 |
| 2011년 | 밀레니엄: 여자를 증오한 남자들 | MTV 무비 어워드-신인상                                                                                    | 후보 |
| 2011년 | 밀레니엄: 여자를 증오한 남자들 | MTV 무비 어워드-최우수 연기상                                                                             | 후보 |
| 2011년 | 밀레니엄: 여자를 증오한 남자들 | MTV 무비 어워드-최우수 변신상                                                                             | 후보 |
| 2011년 | 밀레니엄: 여자를 증오한 남자들 | 새턴상-여우주연상                                                                                         | 후보 |
| 2015년 | 캐롤                           | 칸 영화제 여우주연상                                                                                      | 수상 |